# Перегрупування Фішера — Геппа
Перегрупування Фішера — Геппа (рос. перегруппировка Фишера — Хеппа, англ. Fisher — Hepp rearrangement) — перетворення ароматичних N-нітрозамінів у п-нітрозаніліни. Відбувається під дією кислот. Систематична назва перетворення — 1/C-гідро,5/N-нітрозообмін.